# Савунга (аэропорт)
Аэропорт Савунга (англ. Savoonga Airport), (ИАТА: SVA, ИКАО: PASA, FAA LID: SVA) — государственный гражданский аэропорт, расположенный в 4 километрах к югу от центрального делового района города Савунга (Аляска), США.

## Операционная деятельность
Аэропорт Савунга занимает площадь в 338 гектар, расположен на высоте 16 метров над уровнем моря и эксплуатирует одну взлётно-посадочную полосу:
- 5/23 размерами 1341 x 30 метров с гравийным покрытием.